# Тома Јанић
Светомир Тома Јанић (Сопот, 15. март 1922 — Сарајево, 4. март 1984) био је југословенски и српски редитељ и сценариста.

## Биографија и каријера
Рођен је 1922. године у Сопоту код Београда. Након Другог светског рата почео је да ради у Авала филму, где се задржао кратко време,  након тога радио је у Босна филму, а затим имао статус слободног уметника. Године 1949. године снимио свој први документарни филм Одговор народа у корежији са Жиком Ристићем.
Јанић је био сценариста и редитељ играних и документарних филмова, али и уметник који је заслужан за настанак и развитак југословенске послератне кинематографије. Радио је филмове различитих жанрова, а његов играни филм Црни бисери из 1958. године приказан је у Кану, где је Јанић награђен у програму омладинског филма.
За свој рад на пољу режије и сценарија је добио је велики број награда, укључујући Шестоаприлску награду града Сарајева (1958), Државну награду БиХ 27. јули за животно дело (1967), специјалну диплому фестивала у Пули, Златни фонд УНЕСКА, као и продуцентску награду Босна филма.
Југословенску кинематографију представљао је на фестивали у Локарну, Сан Франциску и у другим градовима, а његови филмови приказивани су у великом броју држава. Јанићев филм Парче плавог неба (1961) учествовао је на међународном фестивалу у Москви.
Светомир Јанић преминуо је 4. марта 1984. године у Сарајеву, где је и сахрањен.

## Филмографија
| Год.    | Назив                                | Улога                |
| ------- | ------------------------------------ | -------------------- |
| 1940-те |                                      |                      |
| 1949.   | Одговор народа                       | режисер              |
| 1950-те |                                      |                      |
| 1951    | Битка на Неретви (документарни филм) | режисер              |
| 1954.   | Хоо рук                              | сценариста и режисер |
| 1954.   | Ватре у мочвари                      | сценариста и режисер |
| 1954.   | Снијежи врхови                       | сценариста           |
| 1955.   | Чувај се друже                       | сценариста           |
| 1957.   | Бијели угриз                         | сценариста и режисер |
| 1957.   | Тек је почело                        | сценариста и режисер |
| 1958.   | Црни бисери                          | режисер              |
| 1959.   | Сутјеска (документарни филм)         | сценариста и режисер |
| 1960-те |                                      |                      |
| 1961.   | Својим снагама                       | сценариста и режисер |
| 1961.   | Парче плавог неба                    | режисер              |
| 1962.   | Рана јесен                           | сценариста и режисер |
| 1963.   | 10. април 1963.                      | сценариста и режисер |
| 1964.   | Један вијек је прошао                | режисер              |
| 1965.   | Гласам за љубав                      | сценариста и режисер |
| 1966.   | Глинени голуб                        | сценариста и режисер |